# Ридус
«Ридус» — периодическое интернет-издание. Основное направление — публикация новостей. Часть новостей пишется редакцией «Ридуса», а часть — пользователями ресурса. «Ридус» позиционирует себя как агентство гражданской журналистики.

## История
«Ридус» появился в сентябре 2011 году. Создателем выступил фотоблогер Илья Варламов (ставший арт-директором), разработчиком сайта — «Студия Артемия Лебедева», а в редакцию вошли бывшие сотрудники многих российских сетевых изданий. Главным редактором стал Вячеслав Варванин, по мнению которого журналисты должны были покрывать часть информационного поля «Ридуса», а основную часть будут поставлять блогеры. Миссией издания называлось «развитие гражданской журналистики».
Впервые это СМИ привлекло к себе внимание спустя несколько месяцев во время освещения протестных акций. 10 декабря 2011 года сайт просмотрели за одни сутки более миллиона раз, и по итогам месяца агентство попало на десятое место в рейтинге цитируемости интернет-ресурсов «Медиалогии».
Издание подозревали в сотрудничестве с администрацией президента РФ, причинами являлись как публикации с акций провластных молодёжных движений и аффилированных деятелей. Зимой 2012 года в рунете были опубликованы электронные письма бывшего пресс-секретаря «Росмолодежи» Кристины Потупчик, в зарплатной ведомости которой значилась фамилия Варламова: за две публикации с фотографиями Владимира Путина он получил 400 тысяч рублей. Сам фотоблогер заявлял, что ничего не знает об этих деньгах, которые «могли растаскиваться где-то по пути» к нему. В мае того же года бывший глава Росмолодёжи Василий Якеменко в интервью заявил о своём финансировании «Ридуса», но на следующий день чиновник отказался от своих слов, заявив, что он так «шутил».
Весной 2012 года проект покинул Варванин (после этого недолго работавший главным редактором сайта «Единой России»). С апреля 2012-го по апрель 2013-го «Ридус» возглавлял Максим Депутатов, до этого работавший в некоторых проектах бывшего депутата «Единой России» Константина Рыкова, занимающегося интернет-проектами Кремля. После этого редакционная политика издания поменялась, в распоряжении издания «Лента.ру» оказалась диктофонная запись первой планерки нового редактора, где тот заявил об отказе критиковать первых лиц государства.
К 2013 году «Ридуса» покинули все сотрудники, участвовавшие в его создании. В дальнейшем сайт начал регулярно публиковать компромат на оппозицию, и на этом фоне покинул рейтинг «Медиалогии». В апреле этого года издание покинул Максим Депутатов, после чего редакционная политика «Ридуса» по данным «Лента.ру» стала ещё более провластной.
Новым главным редактором и его заместителем стали Николай Вальковский и бывший главный редактор сайта «Молодой гвардии Единой России» Андрей Гулютин. После прихода последнего «Ридус» покинуло около трети сотрудников, которых заменили коллеги Гулютина по предыдущему месту работы. К этому моменту издание испытывало финансовые проблемы и имело долг по аренде помещений".

## «Редакция» и «Бездна новостей»
«Ридус» состоит из двух составляющих. Одна называется «Редакция» и представляет собой традиционное СМИ, с редакцией и собственными корреспондентами. Вторая часть — «Бездна новостей» — раздел, где публикуются все новости, написанные и загруженные на сайт пользователями Интернета. В «Бездне» новости ранжируются в соответствии с читательскими голосами, и первая десятка наиболее популярных новостей попадает на главную страницу. В «официальную» часть проекта, кроме самых популярных материалов из «Бездны», попадают все публикации «Редакции», а также те новости из «Бездны», которая «Редакция» отобрала там самостоятельно.

## Владельцы
Первоначально владельцы «Ридуса» оставались неизвестны, первым официальным собственником было ООО «Леопард, Медведь и Зайка», созданное весной 2011-го. Варламов утверждал, что сам выбрал для ООО такое название, однако, согласно выписке ЕГРЮЛ, владельцем фирмы значилась некая Юлия Сазонова (полная тезка бывшей мировой судьи Юлии Сазоновой). 21 мая 2012 г. РИА-Новости сообщили, что домен ridus.ru, принадлежащий онлайн-СМИ Ридус, перешел к компании КамАЗ. 22 мая 2012 г. Илья Варламов в своём блоге подтвердил эту информацию, подчеркнув, что редакционная политика Ридуса останется неизменной.

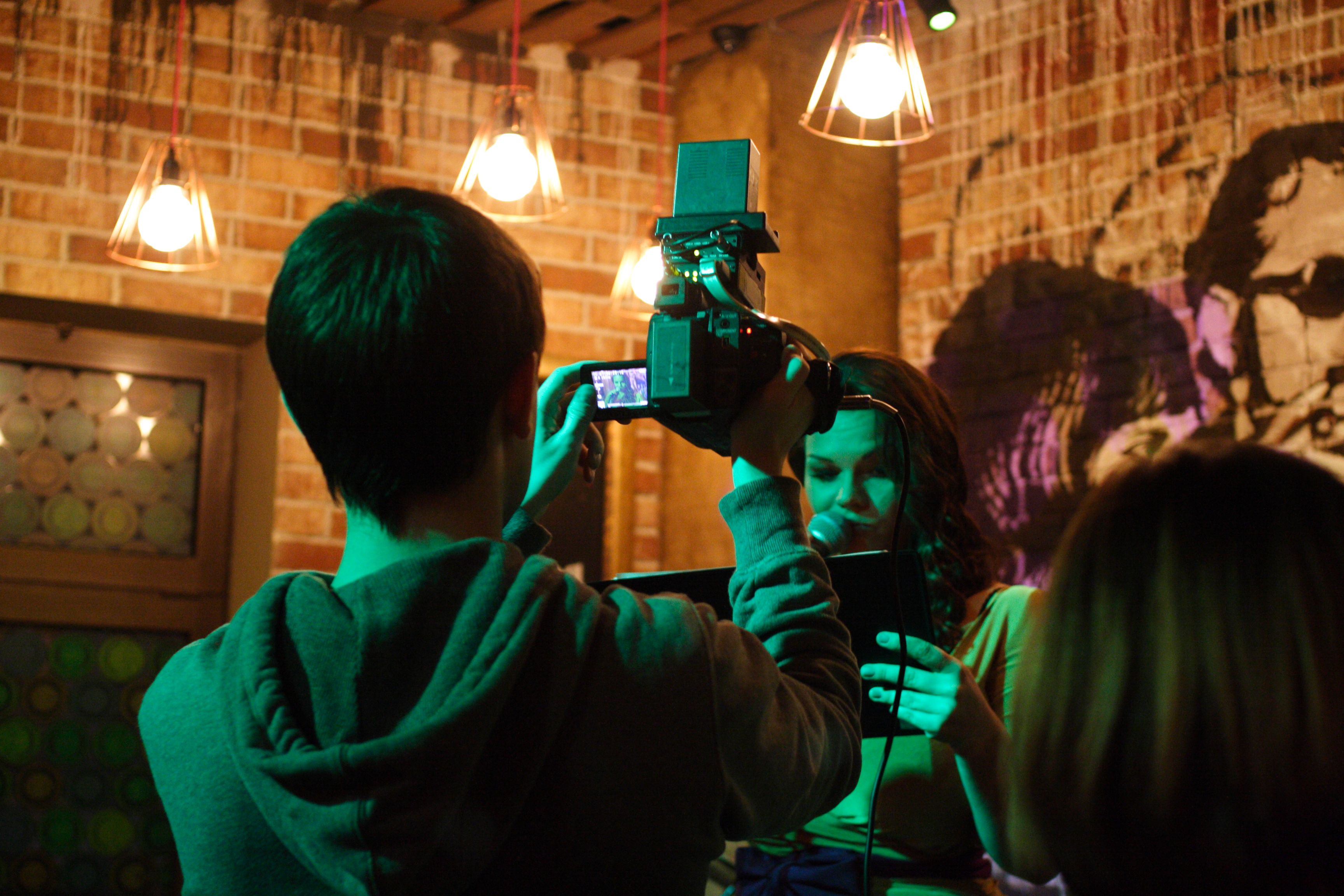
Процесс ведения представителями Ридуса трансляции с Антипремии Рунета-2012

## Основатели
Основателями «Ридуса» назывались известный блогер Илья Варламов, директор по развитию интернет-издания Lenta.ru Вячеслав Варванин, блогер ottenki-serogo — ottenki-serogo в «Живом Журнале» (Сергей Мухамедов).

## Руководство
- 09.2011—30.03.2012: Главный редактор — Вячеслав Варванин[11][13]
- 30.03.2012—01.04.2013: Главный редактор — Максим Депутатов[13]
- 01.04.2013—01.08.2015: Главный редактор — Николай Вальковский; Заместитель — Андрей Гулютин[14],
- 01.08.2015—н. в.: Главный редактор — Андрей Гулютин; Заместитель — Максим Легуенко

## Спецпроекты
Отдельные наиболее актуальные темы выделены в «спецпроекты». У каждого «спецпроекта» имеется собственный ведущий. В настоящее время открыто пять таких «спецпроектов»:
- «Действующие лица» — информационная площадка волонтёрских движений и правозащитных организаций.
- «Наука выживания» — раздел об экологии.
- «Общество Синих Ведёрок» — публикации о нарушениях ПДД автомобилями со спецсигналами. Информационная площадка движения «Общества синих ведёрок».
- «Страна без глупостей» — информационная площадка проекта «Страна без глупостей».
- «Архнадзор» — информационная площадка общественного движения «Архнадзор».

## Награды
- 2011 — Премия Рунета в номинации «Культура и массовые коммуникации»[16].
- 2011 — премия РОТОР в номинации «Информационный сайт года»[17].

### Публикации о «Ридусе»
- Ridus.ru (агентство гражданской журналистики). // Радио «Эхо Москвы», передача «Эхонет», 16 ноября 2011.
- Илья Варламов: Мы предлагаем стать журналистами всем. // Телеканал «Дождь», 14 октября 2011.
- Блогер Варламов запустил онлайн-СМИ. // РИА «Новости», 14 октября 2011.
- Сайт сообщества гражданской журналистики «Ридус» будет запущен 5 сентября. // «Трибуна Общественной палаты», 1 сентября 2011.